# Museo Lamborghini
Il Museo Lamborghini è un museo dell'automobile di proprietà e gestito da Automobili Lamborghini S.p.A. a Sant'Agata Bolognese in Italia.

## Il museo
Il museo, di proprietà e gestito dall'azienda Lamborghini, è composto da una vasta collezione di vetture prodotte durante tutta la storia del costruttore italiano. L'edificio è articolato su due piani ed è stato inaugurato nel 2001; è stato rinnovato nel giugno 2016 per fornire una maggiore area espositiva e accogliere più modelli. ed è stato oggetto di un ulteriore ampliamento nell'estate 2019 cambiando nome in MUDETEC. 
L'obiettivo del museo è quello di custodire ed esporre tutte le principali creazioni della storia della Lamborghini. A tal fine, il museo espone un albero genealogico che mostra tutti i modelli prodotti dall'azienda. L'attuale galleria espositiva contiene sportive iconiche come la 350 GT e la Sesto Elemento e concept come la Veneno.

## Galleria d'immagini

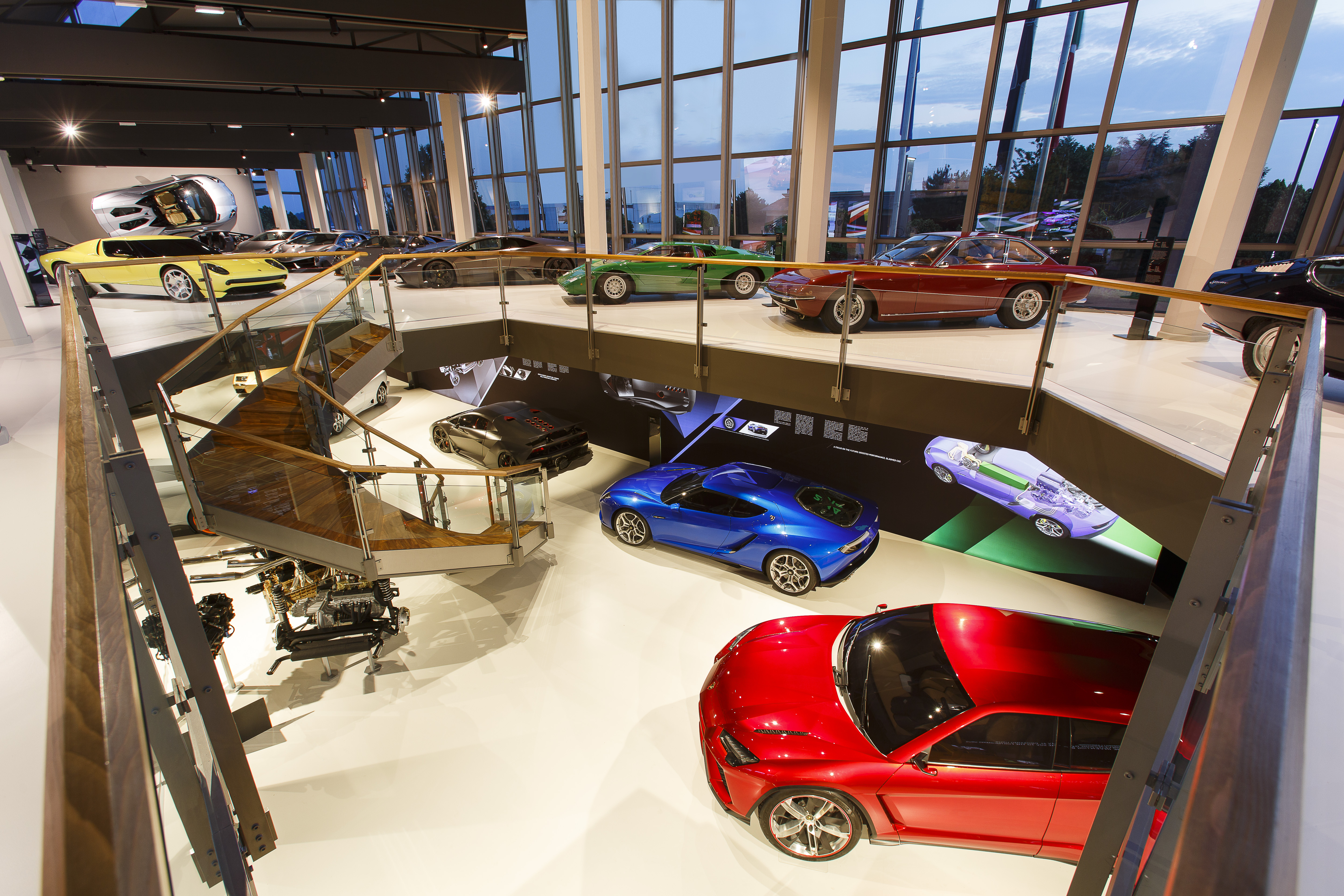
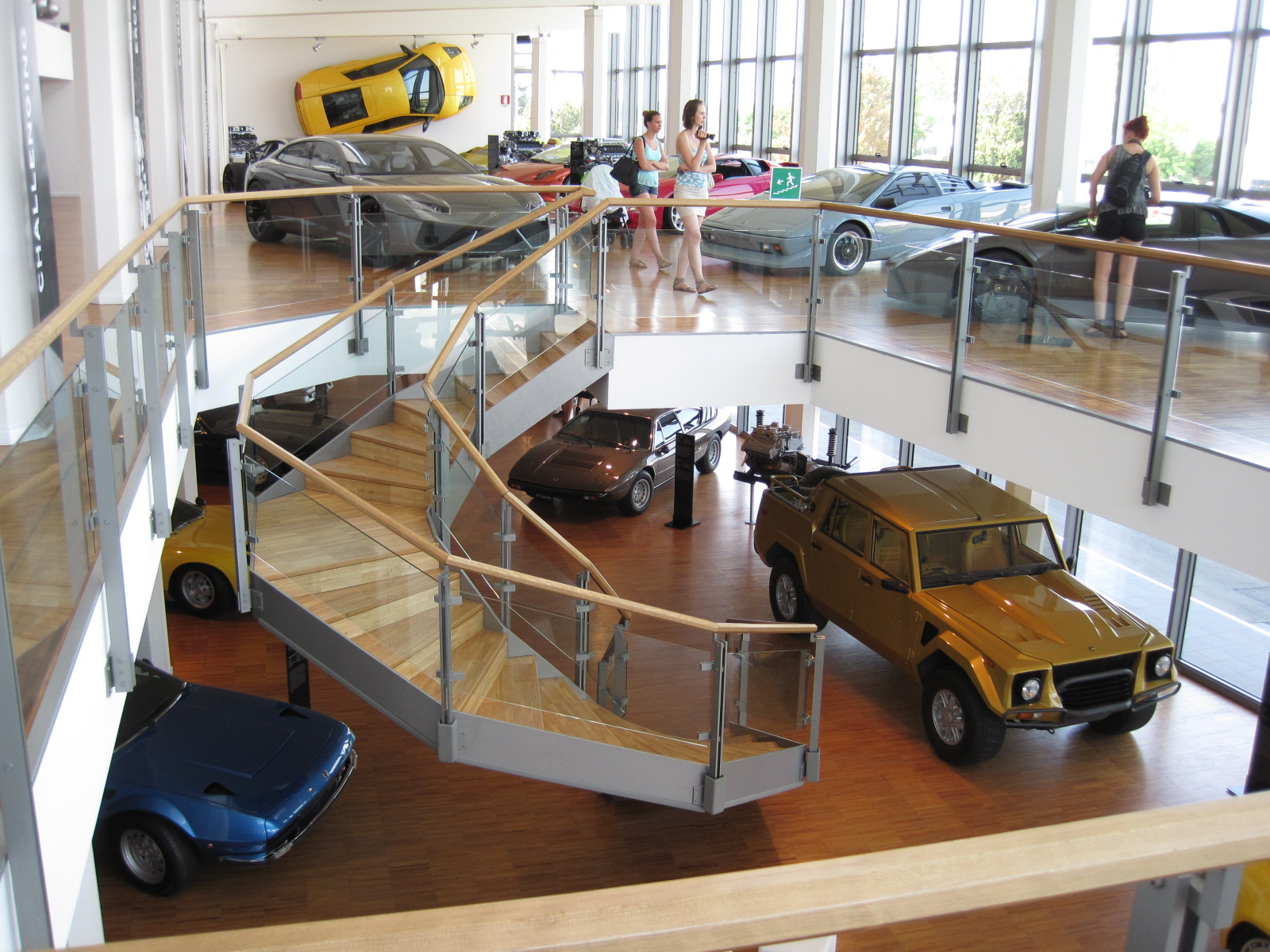
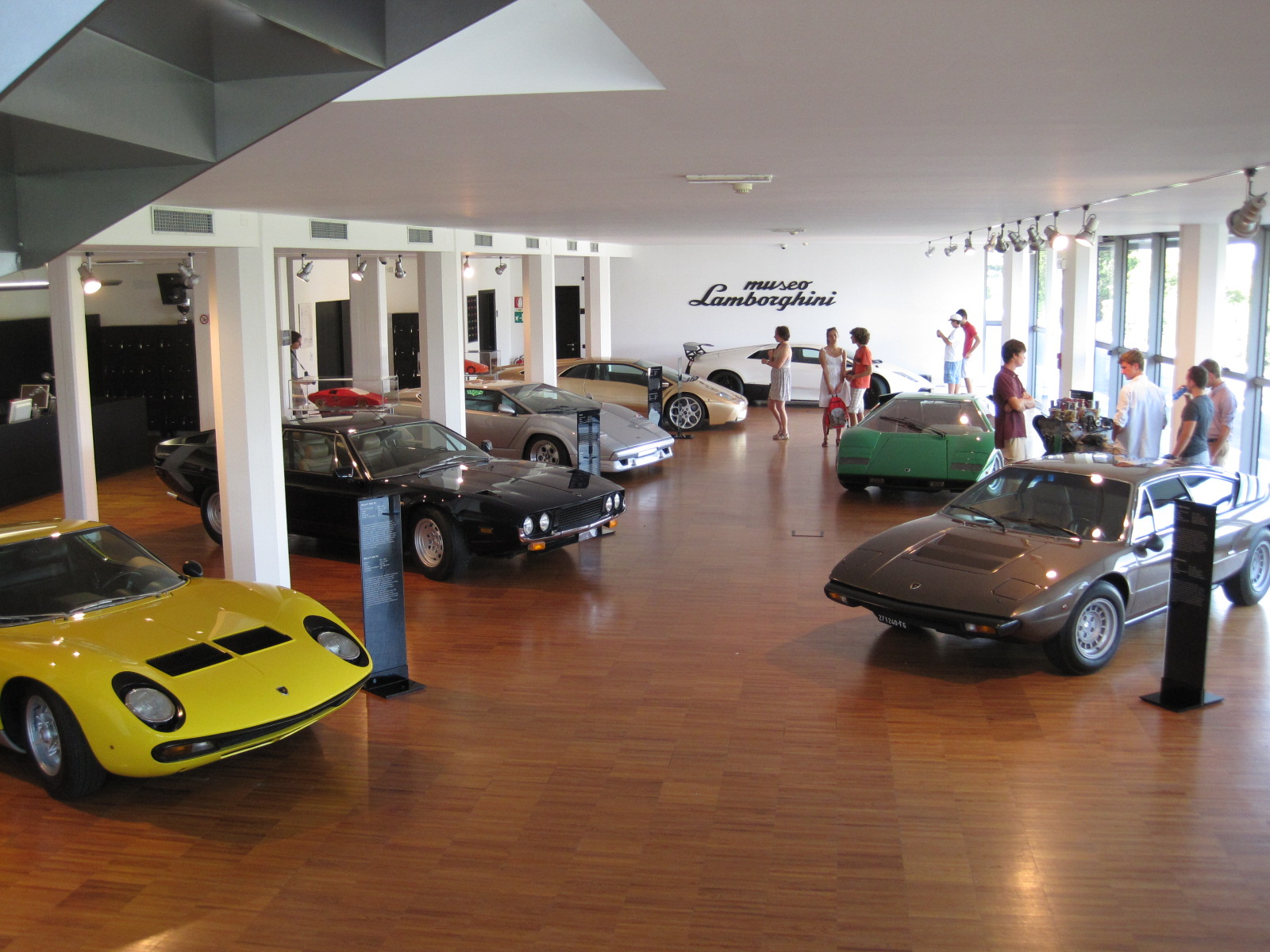
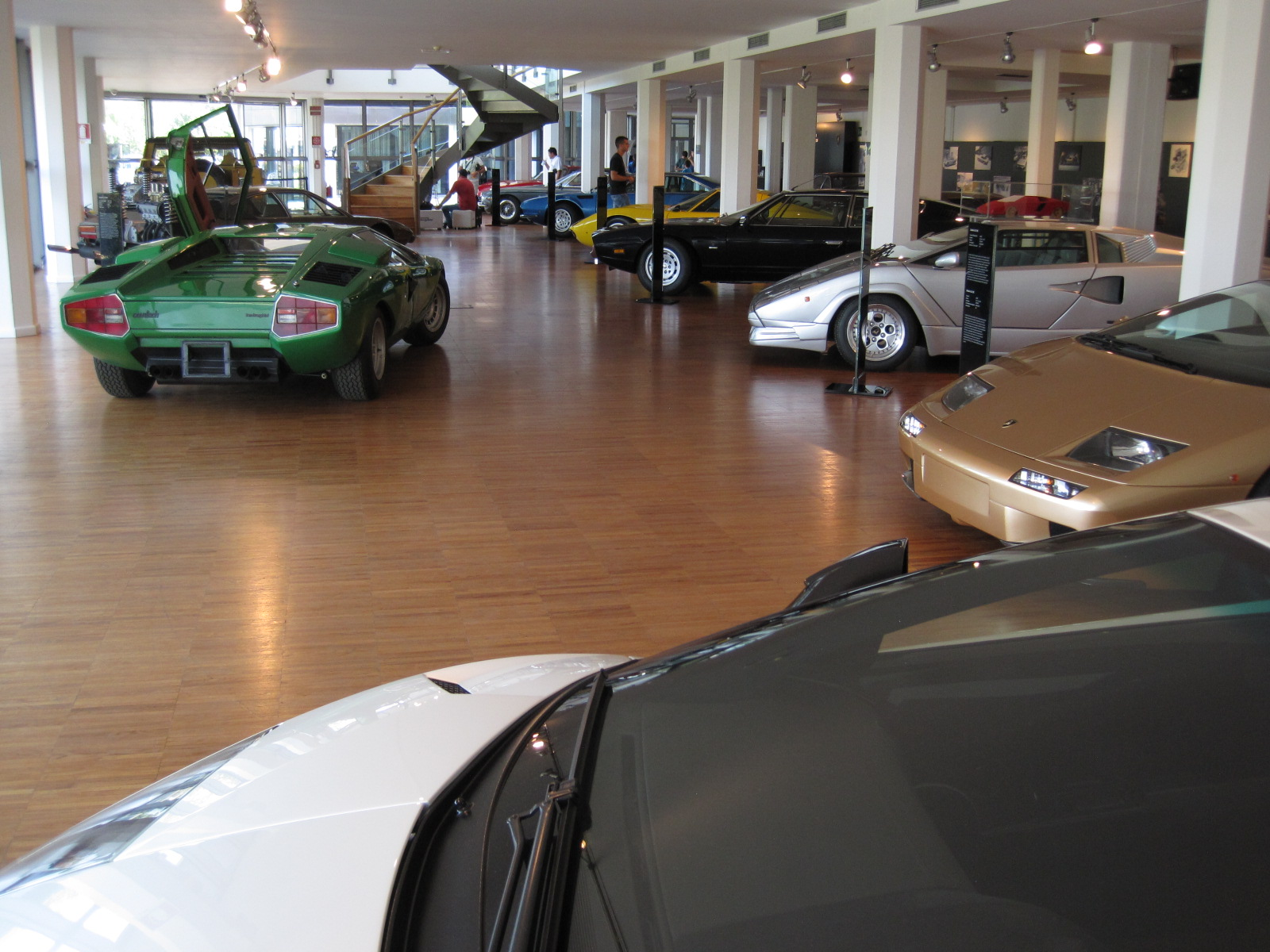
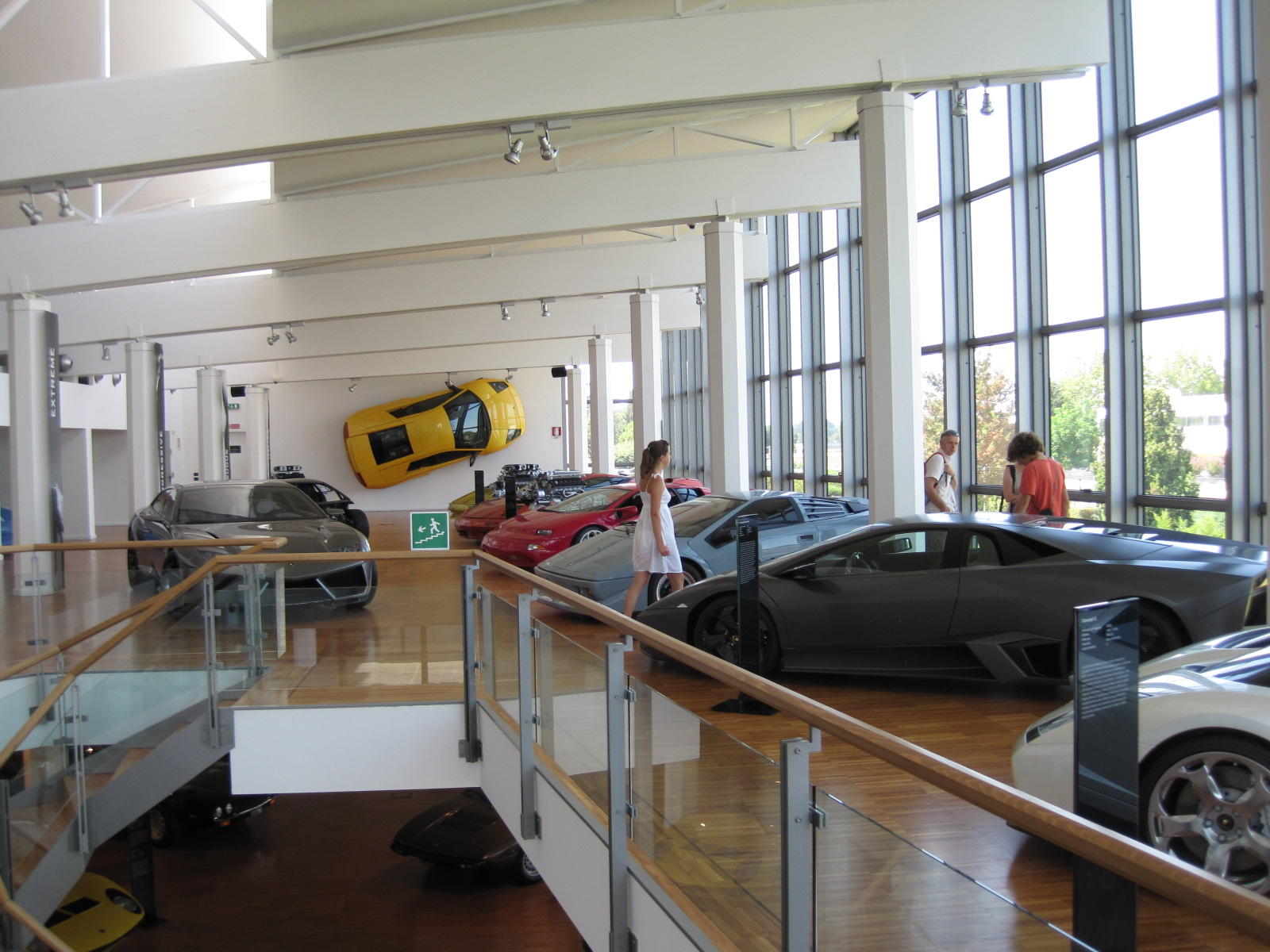
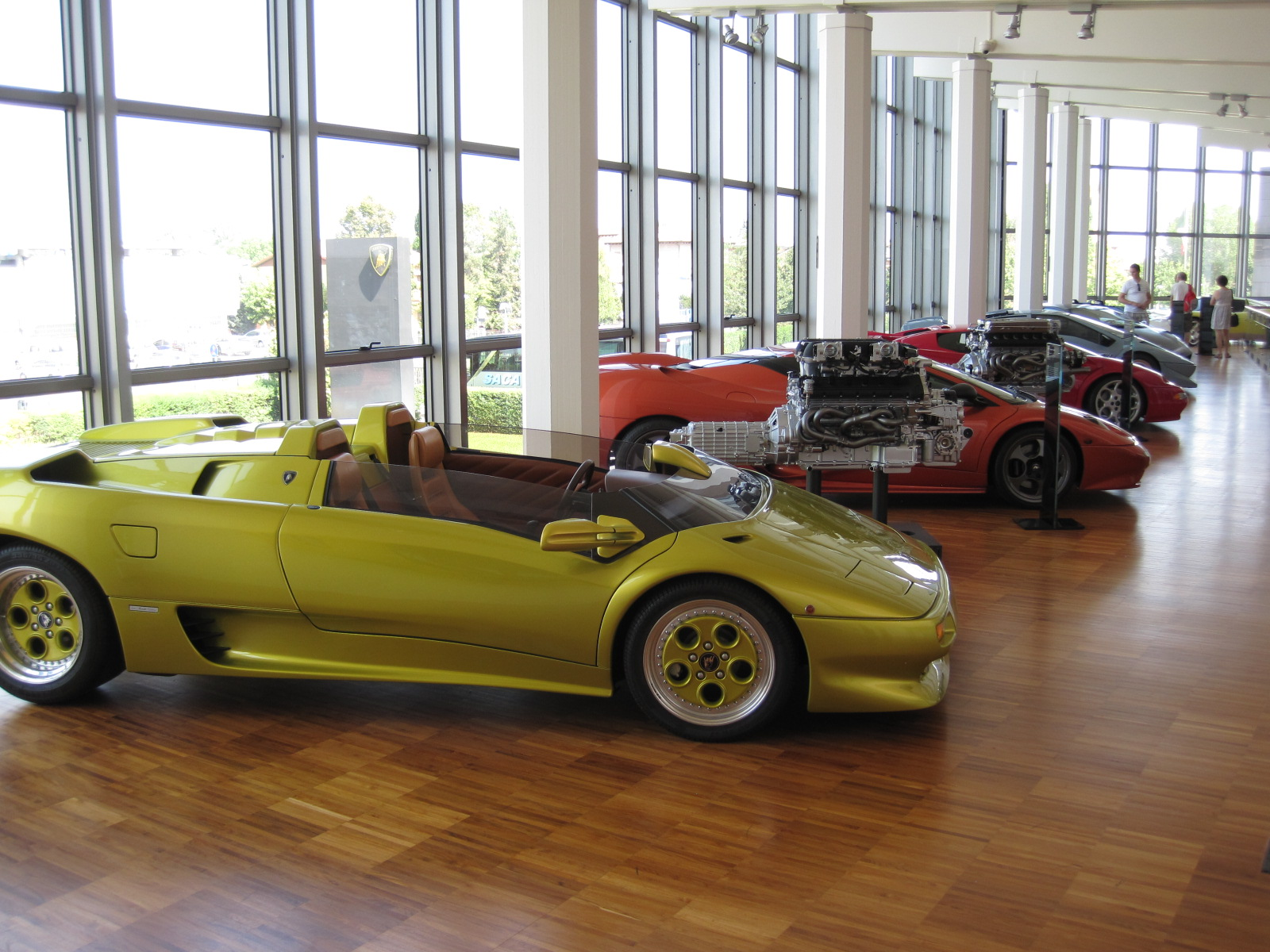
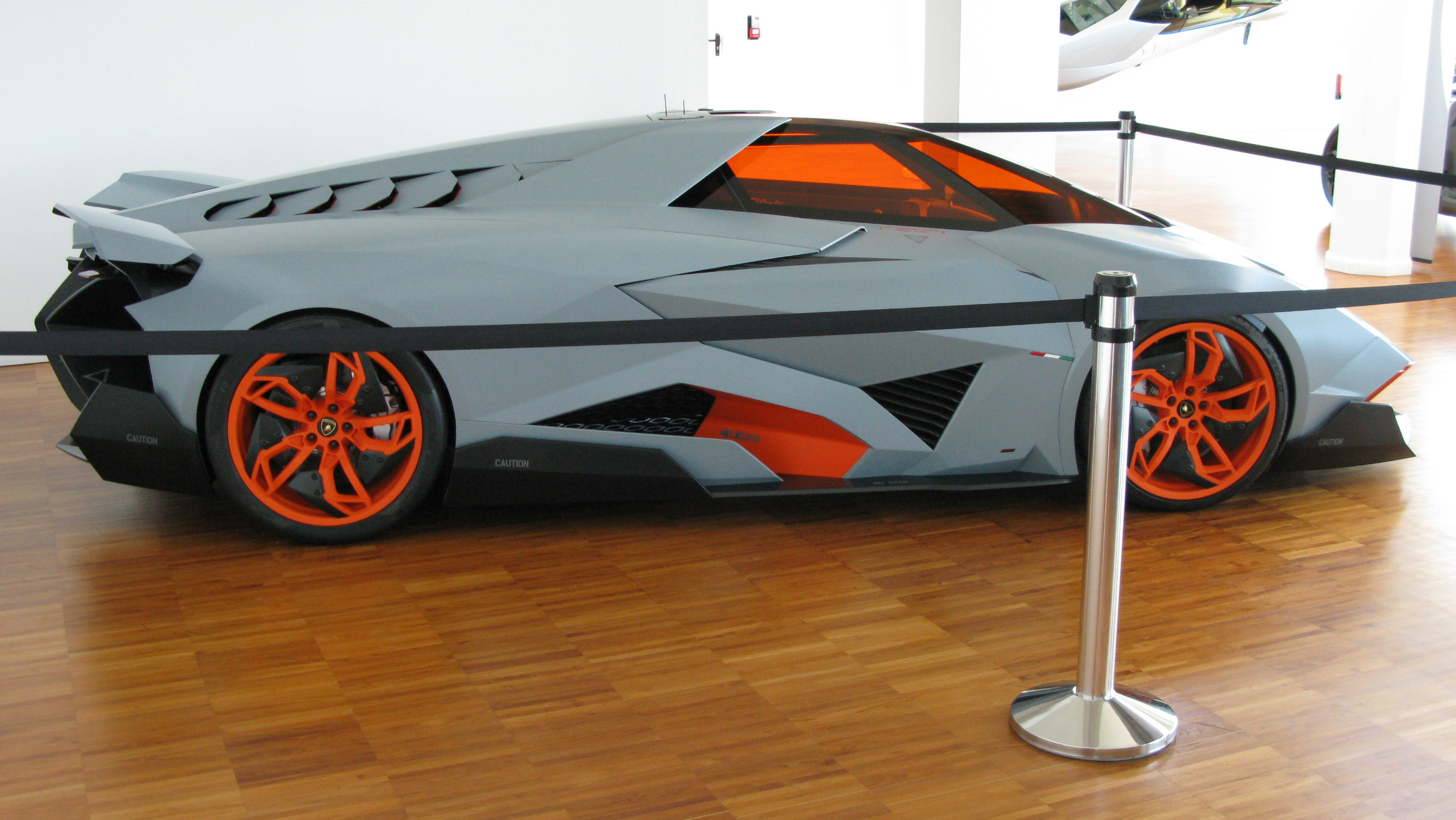
Lamborghini Egoista
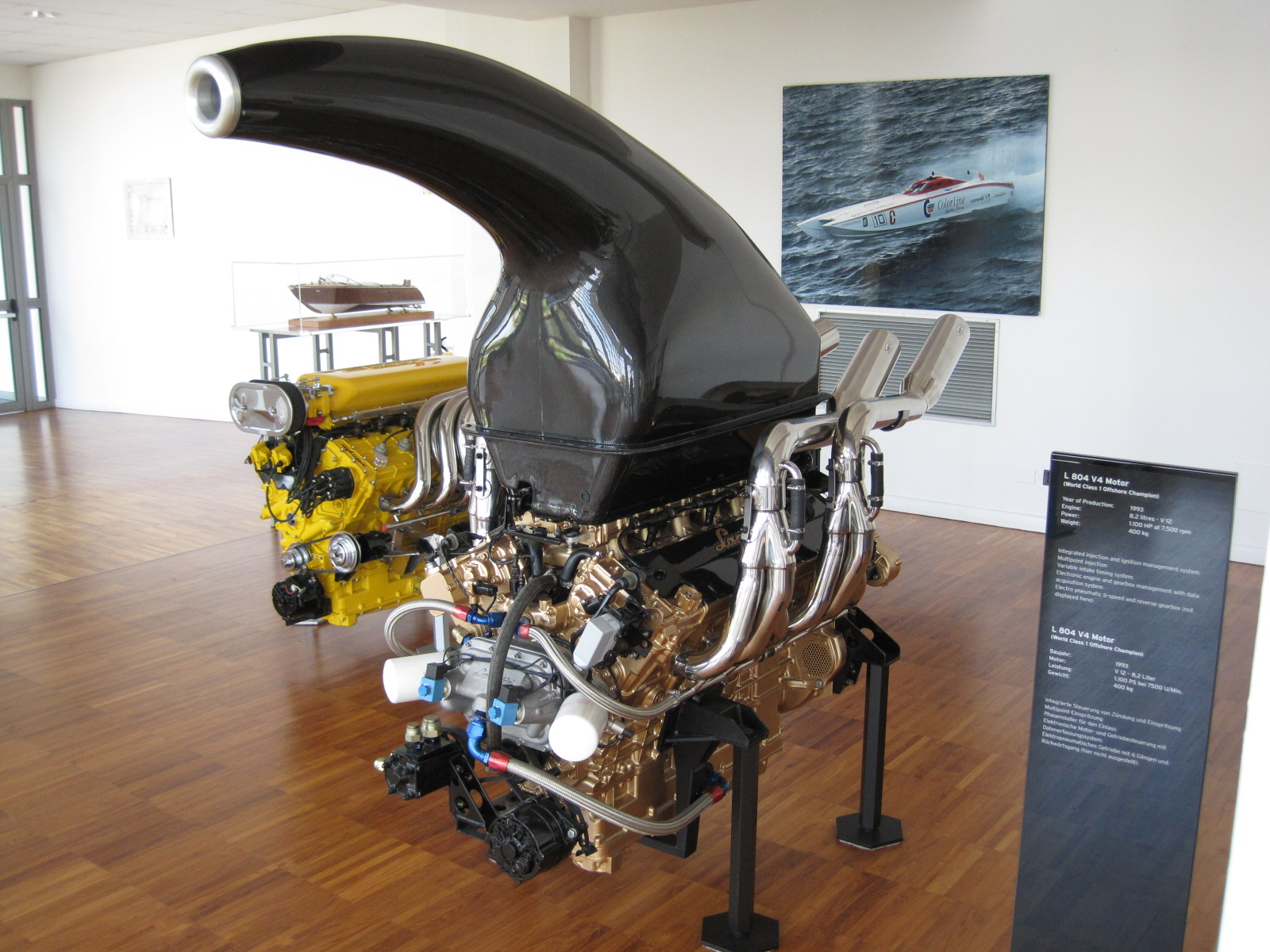
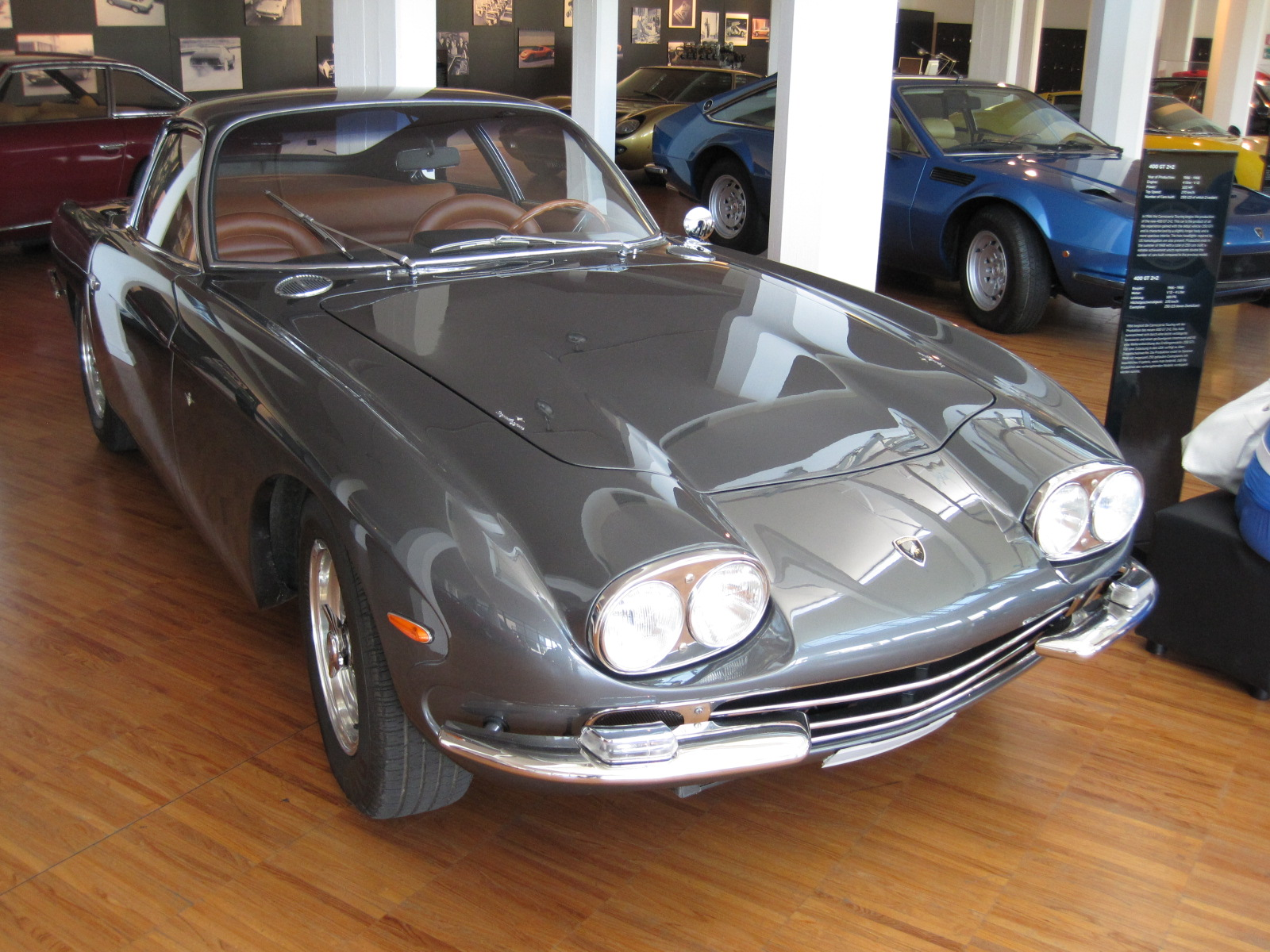
Lamborghini 400 GT 2+2
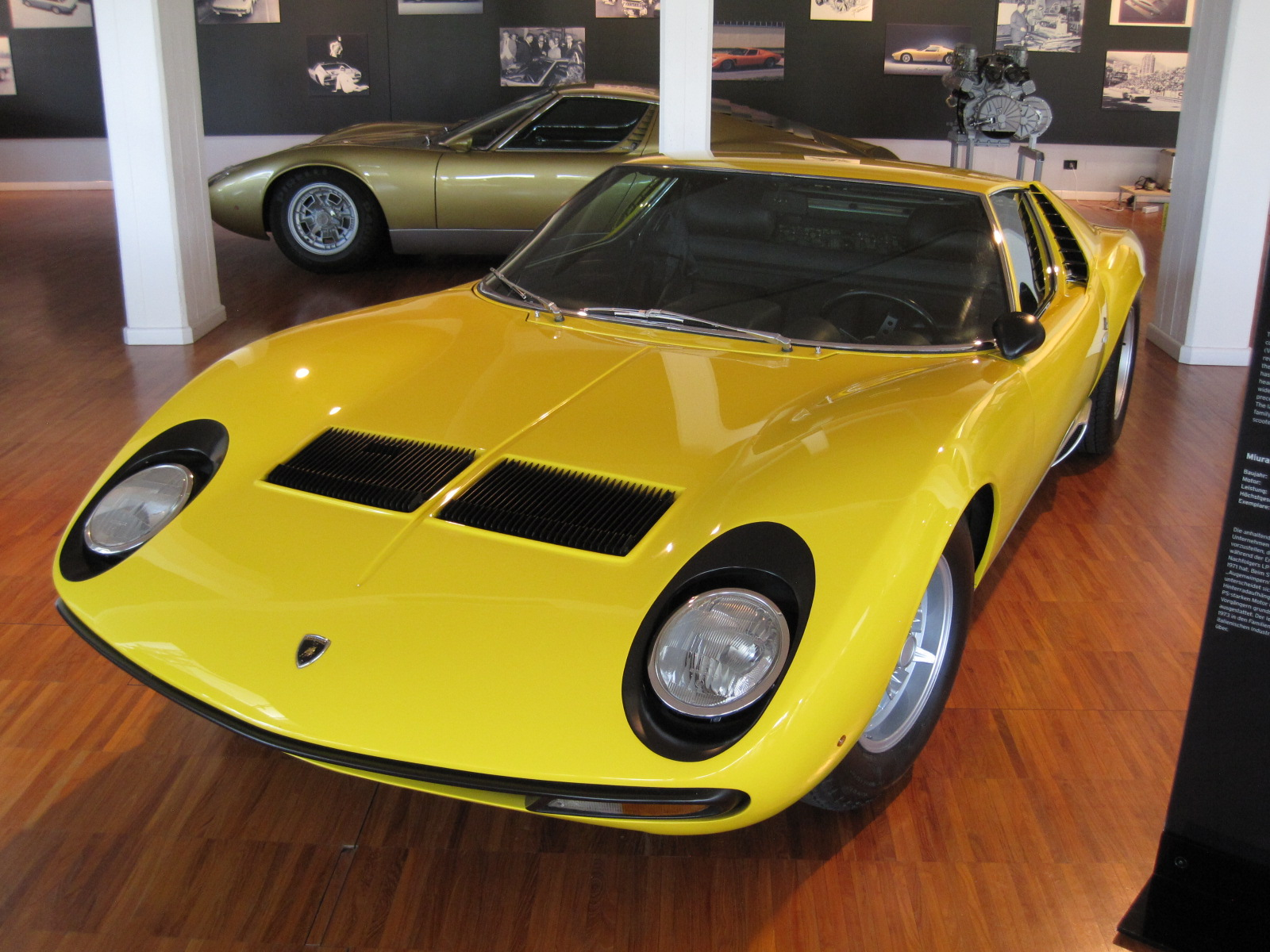
Lamborghini Miura
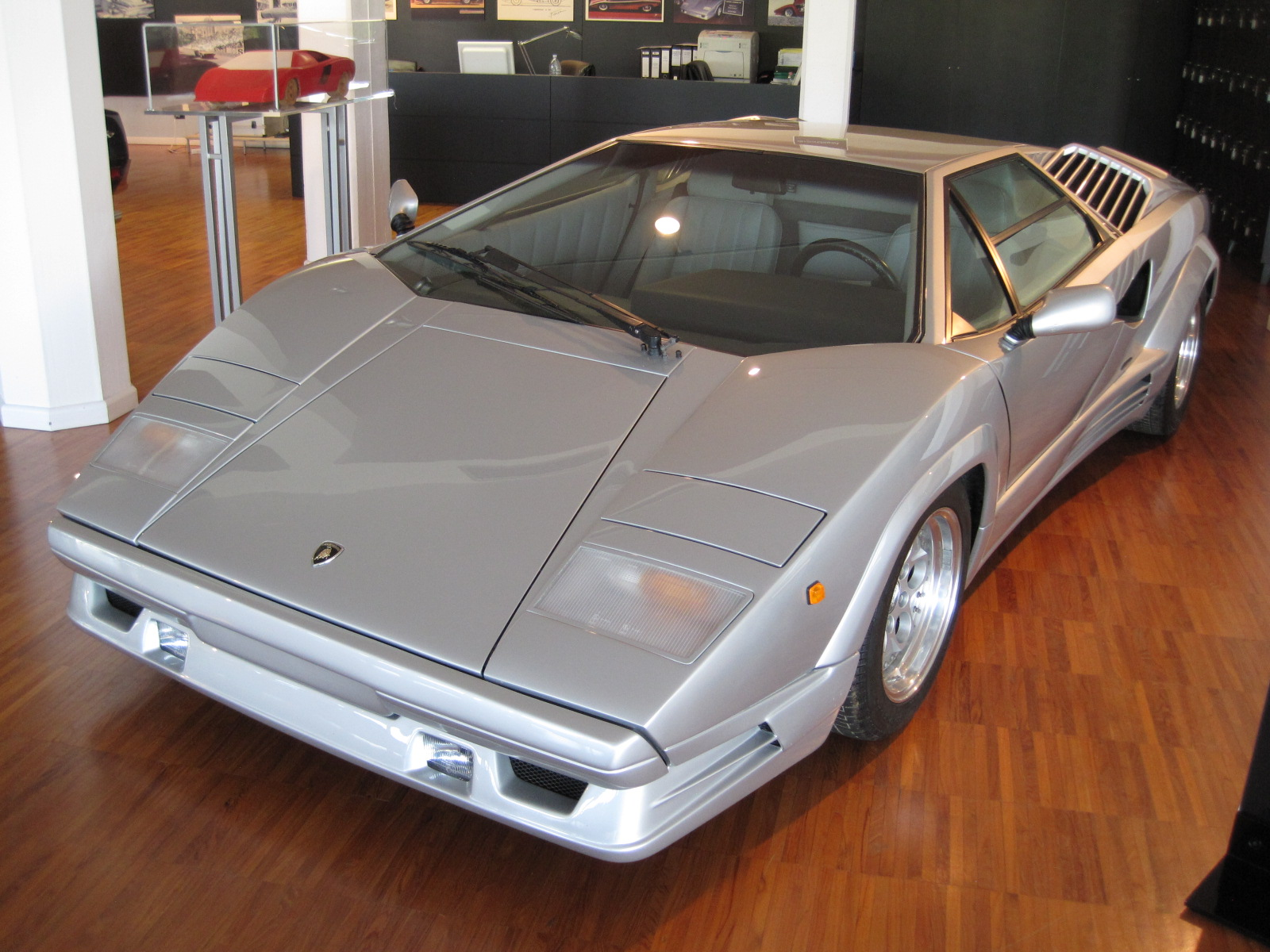
Lamborghini Countach
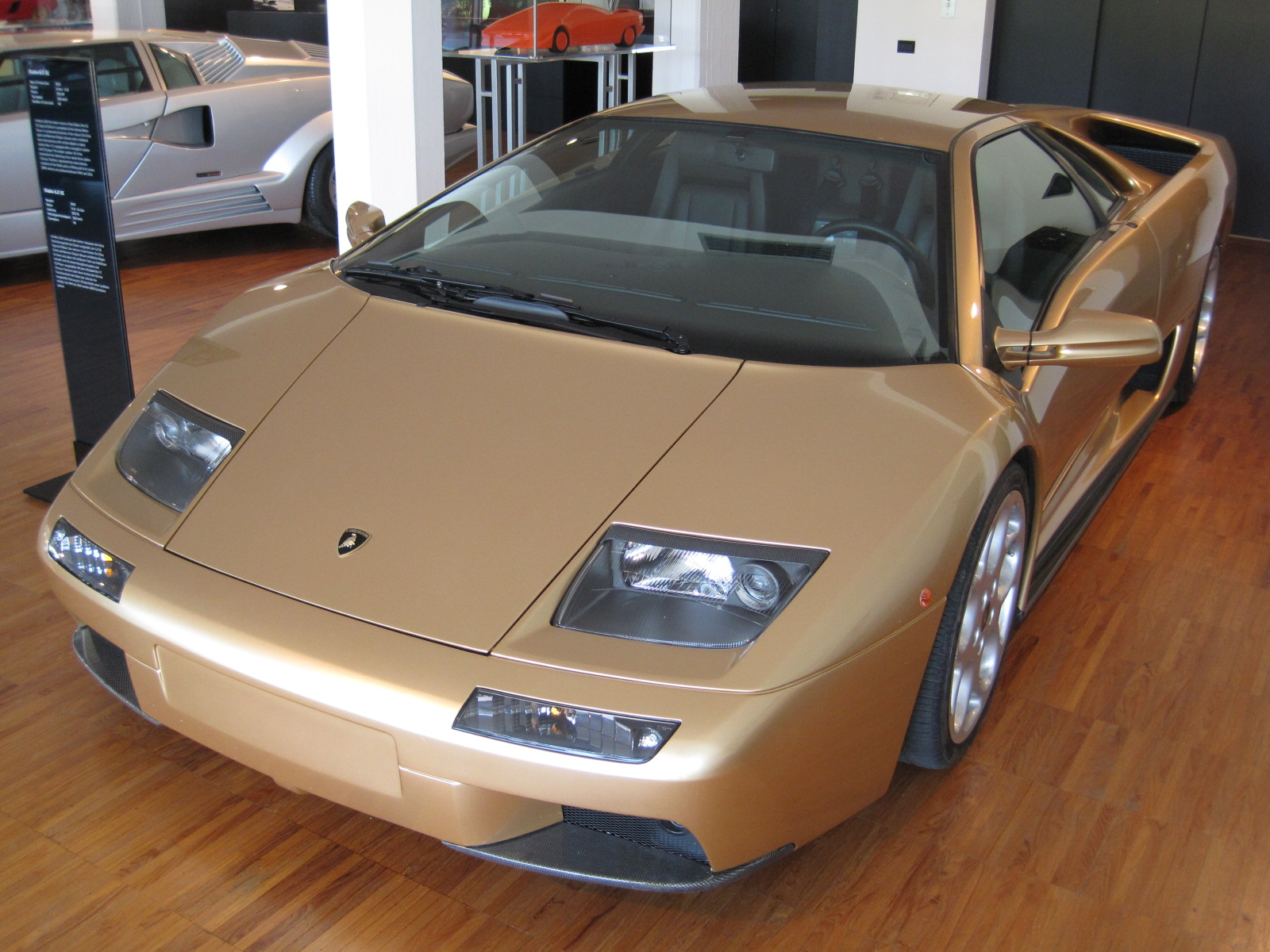
Lamborghini Diablo
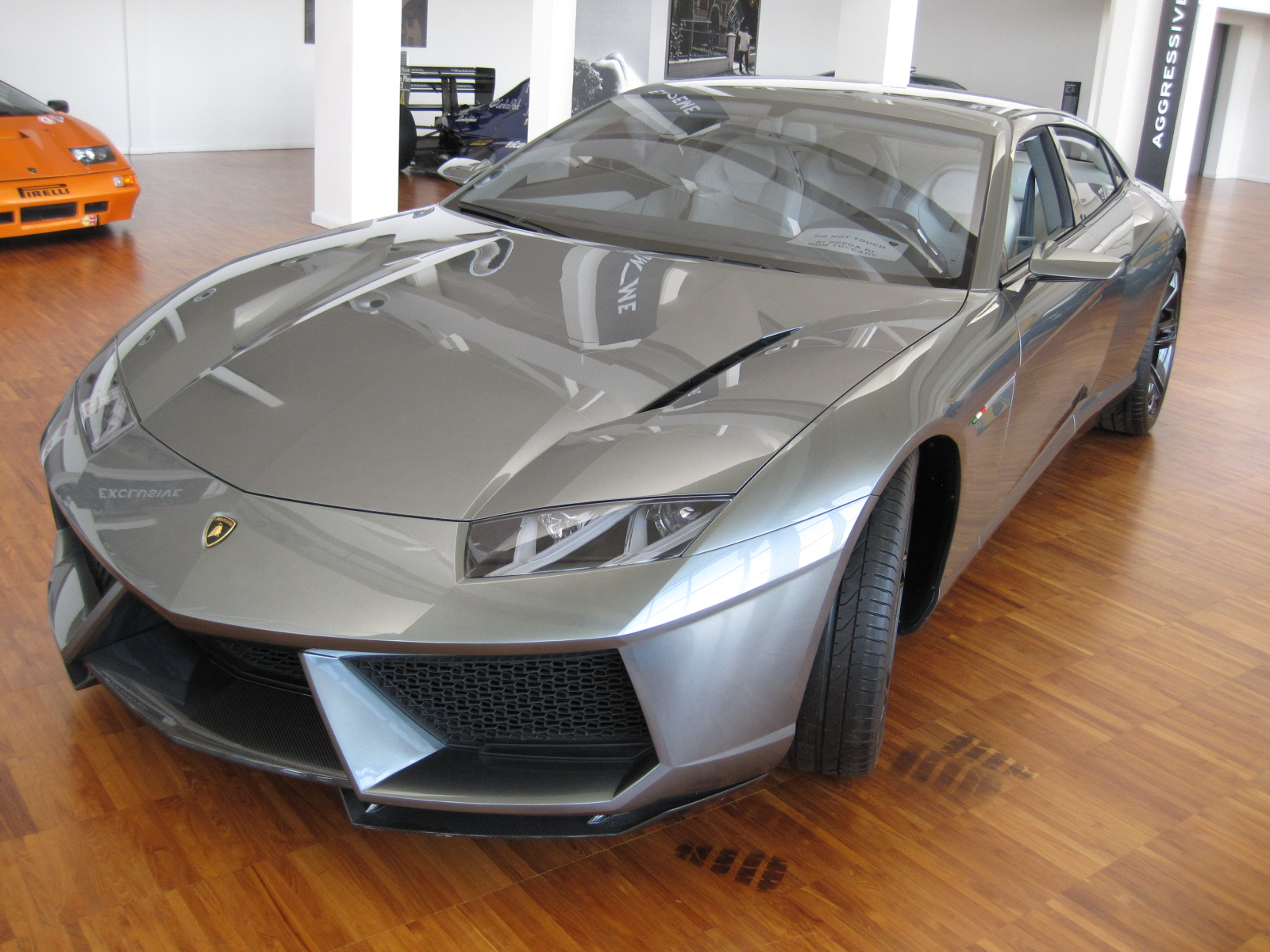
Lamborghini Estoque
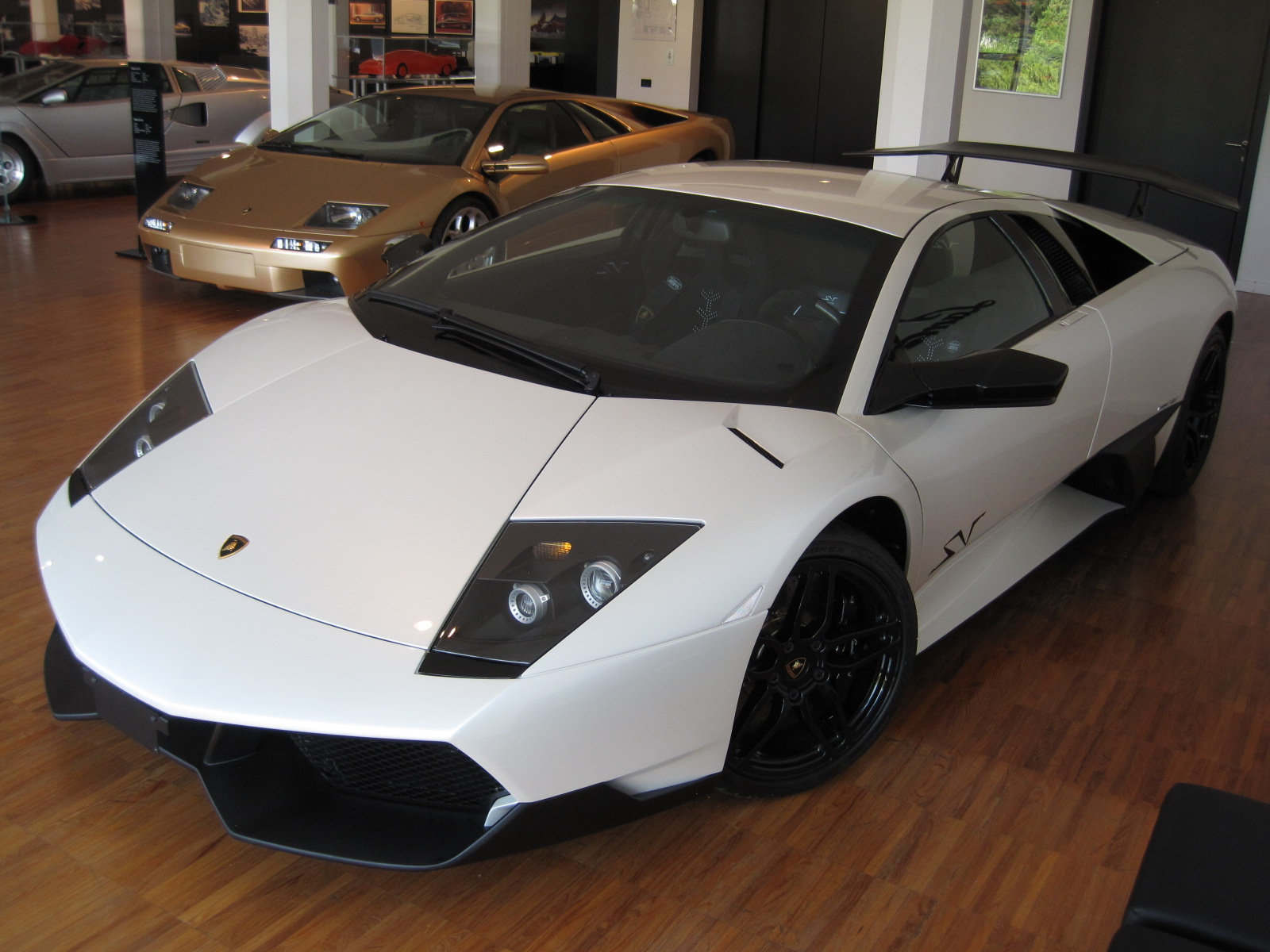
Lamborghini Murciélago
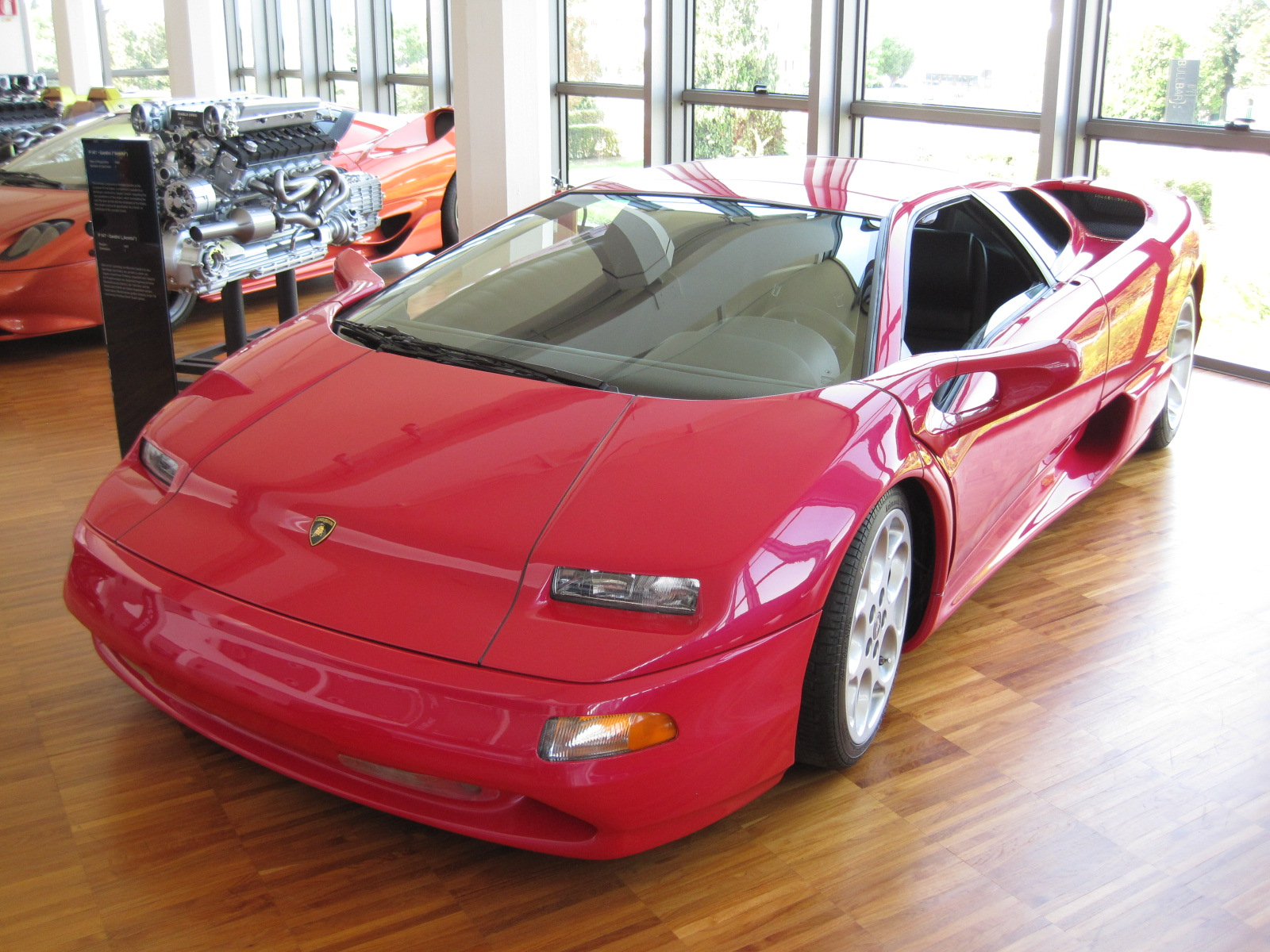
Lamborghini P147 Acosta (Gandini)
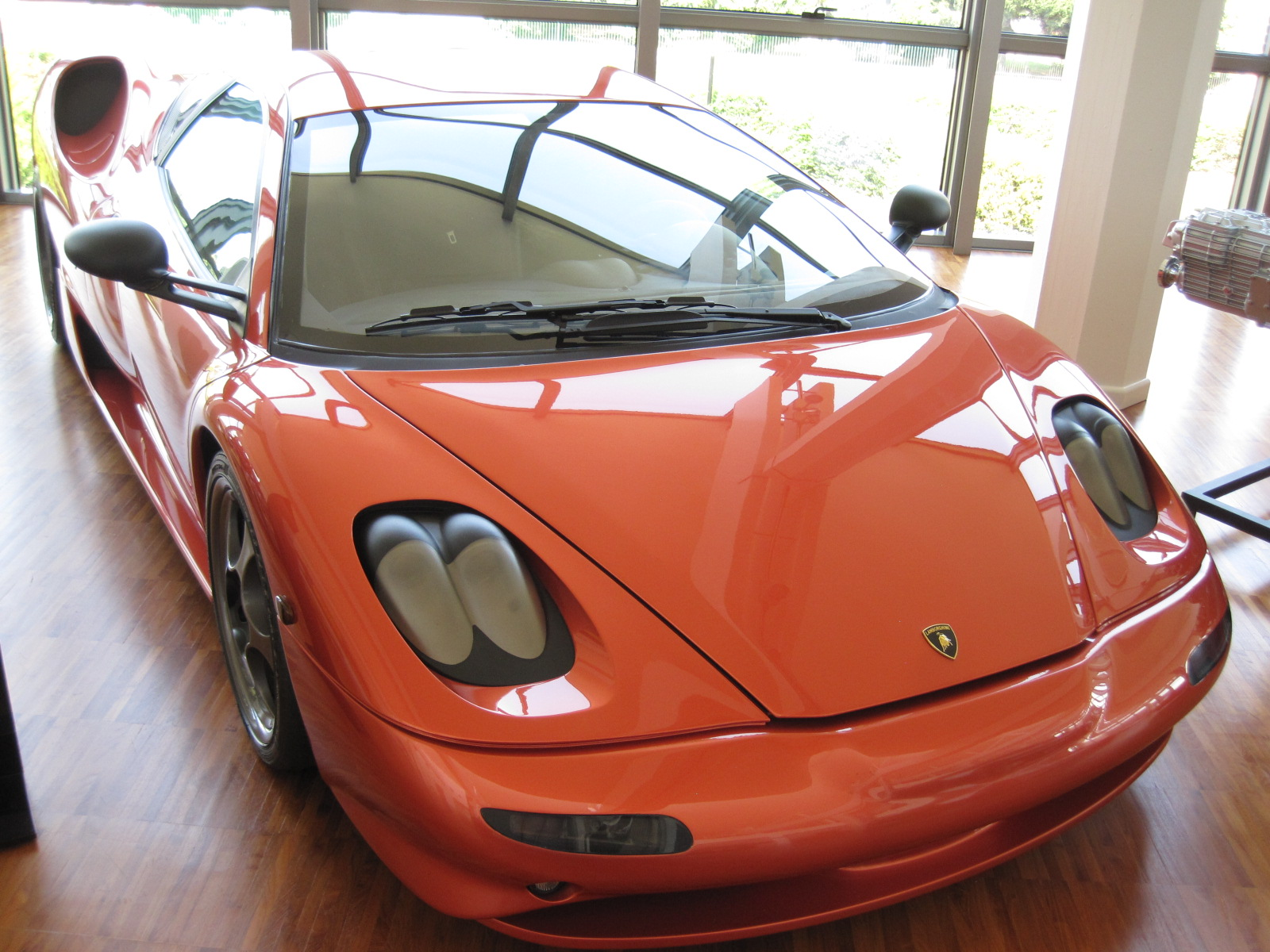
Lamborghini P147 Canto (Zagato)

## Mostre temporanee
- Ayrton Senna. L'ultima notte a cura di Ercole Colombo e Giorgio Terruzzi ( 12 aprile 2017 - 20 novembre 2017).[5]